# 中本順久
中本 順久（なかもと のぶひさ、1979年10月10日 - ）は、日本の男性声優、ラジオパーソナリティ。大阪府出身。

## 略歴
初恋相手が役者をしており、初恋が遅かったため、19歳の頃に、それを見ていた。その後、22歳で上京して、初めて役者といった芝居に触れる。25歳くらいから声優としての活動を始める。
RAMS Professional Education卒業。2008年1月までラムズ、2009年4月までWHOOPEE、2013年3月まで、響に所属していた。
現在はTheマッシュとして、株式会社ブシロードのカードゲーム関連の仕事をしている。

## 人物
趣味はシルバーアクセサリー制作、ジョギング。特技はカードゲーム全般、スマイル、ダーツ。
資格は裏千家、小習。

## 出演
太字はメインキャラクター。

### テレビアニメ
2004年
- Legend of DUO（デュオ）

2006年
- 牙 -KIBA-（ミッキー）

2009年
- ヴァイス・サヴァイヴ（2009年 - 2010年、タケシ）- 2シリーズ

2010年
- B型H系（男子生徒、男性、マスター、ナンパ男）

2011年
- カードファイト!! ヴァンガード（2011年 - 2019年、ドクター・オー、佐藤、不良C、プロフェッサーO）- 5シリーズ
- ドラゴンクライシス!（研究員）
- フリージング（男子生徒）

2013年
- 石田とあさくら（あさくら[5]）

### 劇場アニメ
2007年
- ジョジョの奇妙な冒険 ファントムブラッド（友人）

2014年
- 劇場版 カードファイト!! ヴァンガード ネオンメサイア（ドクター・O）

### ゲーム
2006年
- グラナド・エスパダ（ファイター男、ティビュロン、ジャック）

2011年
- 魔界戦記ディスガイア4（戦士、囚人、情報局員、悪魔）

2012年
- ディスガイア D2
- 迷宮塔路レガシスタ（モヤシー）

2013年
- カードファイト!! ヴァンガード ライド トゥ ビクトリー!!（ドクター・オー）

2014年
- カードファイト!! ヴァンガード ロック オン ビクトリー!!（ドクター・オー）

2015年
- 雷子（華佗[6]）

### ドラマCD
- エミル・クロニクル・オンライン「は〜とふるMAP」（ジャスパー）
- ルーンムーン（兵士）

### テレビ
- カード学園（TBS、講師役、顔出し）
- ブシロードTCG情報局（BS11、TOKYO MX、三森すずこ、徳井青空とともに司会）
- ホリさまぁ～ず（TBS、「ダジャレがうまいのはダレジャ？」にて顔出し）

### ラジオ
- ヴァイスシュヴァルツ ひみつのタミテラッシュ村（HiBiKi Radio Station）
- ヴァイス・サヴァイヴ ラジオ（HiBiKi Radio Station、パーソナリティー）
- ブシロードヴァイスシュヴァルツハードコア（HiBiKi Radio Station、パーソナリティ）
- カオスタH（HiBiKi Radio Station：2010年8月4日 - 2011年3月30日、パーソナリティー）
- かないみか・中堀橋の声姫城はいつもにぎやか（ラジオ関西・アニスタ.TV：2005年4月8日 - 2006年6月20日）
- かないみか&いけっち店長のカードキングダムラジオ（Card Kingdom・Future Bee 徳島：2006年4月15日 - 2008年6月28日）
- ブシロードしろくろラジオ（HiBiKi Radio Station、音泉：2008年2月20日 - 2009年9月7日）※ Theマッシュ名義
- ChaosTCG おれよめラジオ（HiBiKi Radio Station：2009年10月6日 - ）
- ヴィクトリースパークラジオ 〜みころんでいきマッシュ!〜（HiBiKi Radio Station：2011年1月10日 - 2014年8月25日）[7]
- 超!A&G+HiBiKi Radio Station Presents ビキビキ!（文化放送超!A&G+：2011年9月7日 - 2012年9月、木曜パーソナリティー）
- みんなで作る小芝居バラエティ 中村繪里子とザ・マッシュの ぷちドラ同好会 （HiBiKi Radio Station：2012年5月11日 - 8月31日、パーソナリティ）
- 魁☆早稲田丸!! 〜あずりすぎてよかですか?〜（音泉：2014年4月3日 - 2016年1月21日）[8]

### オリジナルビデオ
- if〜もしも…で逢えたなら〜（マッシュ）

### その他
- アキバOS・HP連載「中本順久の突撃DQN！」
- 携帯サイト「熱烈!アニソン魂」着うた・着ボイス（中堀橋）